# Safelist
Safelist (alternativt safe list) används inom BDSM för att skriftligen upprätta vad parterna kan tänka sig att göra i enlighet med principen om SSC (säkerhet, nykterhet och samförstånd). Listan kan sedan fungera som ett verktyg men anses inte kunna ersätta annan pågående kommunikation. Kommunikation är också grundläggande för att säkerställa att handlingarna mellan de inblandade inte kan uppfattas som våld.
En sådan lista kan utformas baserat på tre olika svarsalternativ, motsvarande ja, nej och kanske. Ja innebär då saker som man alltid tycker om, nej saker som aldrig tycker om och kanske saker som man endast gillar under vissa förutsättningar. Detta tredelning kan jämföras med stoppord, där grönt, rött och gult ofta innebär 'kör på', 'stopp' respektive 'ta det lugnt'.